# سیارک ۲۳۲۲۸
سیارک ۲۳۲۲۸ (به انگلیسی: 23228 Nandinisarma، نامگذاری:2000WQ57) بیست و سه هزار و دویست و بیست و هشتمین سیارک کشف شده‌است که در ۲۱ نوامبر ۲۰۰۰ کشف شد.
قدر مطلق سیارک برابر ۱۰.۷ است.